# Imnul Ligii Campionilor UEFA
Imnul Ligii Campionilor UEFA, cunoscut mai simplu ca și "Champions League" sau "Imnul Champions League", este un aranjament muzical făcut de Tony Britten pe fragmentul Zadok Preotul al lui Georg Frideric Handel.

## Versuri
Imnul conține versuri în trei limbi: franceză, germană, engleză. Versurile sunt:
Ce sont les meilleures équipes
Sie sind die allerbesten Mannschaften
The main event...

Die Meister...
Die Besten...
Les grandes équipes
The champions

Une grande réunion
Eine großse sportliche Veranstaltung
The main event...

Ils sont les meilleures
Sie sind die Besten
These are the champions

Die Meister...
Die Besten...
Les grandes équipes
The champions
Die Meister...
Die Besten...
Les grandes équipes
The champions...